# Llista d'asteroides/191701-191800
| Nom      | Designació provisional | Data de descobriment   | Lloc de descobriment | Descobridor/s    |
| -------- | ---------------------- | ---------------------- | -------------------- | ---------------- |
| 191701 - | 2004 RP169             | 8 de setembre de 2004  | Socorro              | LINEAR           |
| 191702 - | 2004 RQ170             | 8 de setembre de 2004  | Palomar              | NEAT             |
| 191703 - | 2004 RB172             | 9 de setembre de 2004  | Socorro              | LINEAR           |
| 191704 - | 2004 RF172             | 9 de setembre de 2004  | Socorro              | LINEAR           |
| 191705 - | 2004 RR188             | 10 de setembre de 2004 | Socorro              | LINEAR           |
| 191706 - | 2004 RX188             | 10 de setembre de 2004 | Socorro              | LINEAR           |
| 191707 - | 2004 RY192             | 10 de setembre de 2004 | Socorro              | LINEAR           |
| 191708 - | 2004 RQ194             | 10 de setembre de 2004 | Socorro              | LINEAR           |
| 191709 - | 2004 RT194             | 10 de setembre de 2004 | Socorro              | LINEAR           |
| 191710 - | 2004 RW195             | 10 de setembre de 2004 | Socorro              | LINEAR           |
| 191711 - | 2004 RQ196             | 10 de setembre de 2004 | Socorro              | LINEAR           |
| 191712 - | 2004 RT196             | 10 de setembre de 2004 | Socorro              | LINEAR           |
| 191713 - | 2004 RE199             | 10 de setembre de 2004 | Socorro              | LINEAR           |
| 191714 - | 2004 RX199             | 10 de setembre de 2004 | Socorro              | LINEAR           |
| 191715 - | 2004 RG201             | 10 de setembre de 2004 | Socorro              | LINEAR           |
| 191716 - | 2004 RX206             | 11 de setembre de 2004 | Socorro              | LINEAR           |
| 191717 - | 2004 RZ214             | 11 de setembre de 2004 | Socorro              | LINEAR           |
| 191718 - | 2004 RL218             | 11 de setembre de 2004 | Socorro              | LINEAR           |
| 191719 - | 2004 RO220             | 11 de setembre de 2004 | Socorro              | LINEAR           |
| 191720 - | 2004 RG224             | 8 de setembre de 2004  | Socorro              | LINEAR           |
| 191721 - | 2004 RP228             | 9 de setembre de 2004  | Kitt Peak            | Spacewatch       |
| 191722 - | 2004 RZ229             | 9 de setembre de 2004  | Kitt Peak            | Spacewatch       |
| 191723 - | 2004 RE237             | 10 de setembre de 2004 | Kitt Peak            | Spacewatch       |
| 191724 - | 2004 RJ246             | 10 de setembre de 2004 | Kitt Peak            | Spacewatch       |
| 191725 - | 2004 RM276             | 13 de setembre de 2004 | Kitt Peak            | Spacewatch       |
| 191726 - | 2004 RV287             | 15 de setembre de 2004 | 7300 Observatory     | W. K. Y. Yeung   |
| 191727 - | 2004 RK293             | 11 de setembre de 2004 | Socorro              | LINEAR           |
| 191728 - | 2004 RK305             | 12 de setembre de 2004 | Socorro              | LINEAR           |
| 191729 - | 2004 RZ306             | 12 de setembre de 2004 | Socorro              | LINEAR           |
| 191730 - | 2004 RL309             | 13 de setembre de 2004 | Socorro              | LINEAR           |
| 191731 - | 2004 RZ309             | 13 de setembre de 2004 | Socorro              | LINEAR           |
| 191732 - | 2004 RD310             | 13 de setembre de 2004 | Socorro              | LINEAR           |
| 191733 - | 2004 RV312             | 15 de setembre de 2004 | Kitt Peak            | Spacewatch       |
| 191734 - | 2004 RU323             | 13 de setembre de 2004 | Socorro              | LINEAR           |
| 191735 - | 2004 RN325             | 13 de setembre de 2004 | Socorro              | LINEAR           |
| 191736 - | 2004 RV325             | 13 de setembre de 2004 | Socorro              | LINEAR           |
| 191737 - | 2004 RE326             | 13 de setembre de 2004 | Socorro              | LINEAR           |
| 191738 - | 2004 RR333             | 15 de setembre de 2004 | Anderson Mesa        | LONEOS           |
| 191739 - | 2004 RO338             | 15 de setembre de 2004 | Kitt Peak            | Spacewatch       |
| 191740 - | 2004 SB12              | 16 de setembre de 2004 | Siding Spring        | SSS              |
| 191741 - | 2004 SC12              | 16 de setembre de 2004 | Siding Spring        | SSS              |
| 191742 - | 2004 SA13              | 17 de setembre de 2004 | Anderson Mesa        | LONEOS           |
| 191743 - | 2004 SZ13              | 17 de setembre de 2004 | Socorro              | LINEAR           |
| 191744 - | 2004 SX15              | 17 de setembre de 2004 | Anderson Mesa        | LONEOS           |
| 191745 - | 2004 SM20              | 17 de setembre de 2004 | Desert Eagle         | W. K. Y. Yeung   |
| 191746 - | 2004 SQ22              | 17 de setembre de 2004 | Socorro              | LINEAR           |
| 191747 - | 2004 SV29              | 17 de setembre de 2004 | Socorro              | LINEAR           |
| 191748 - | 2004 SZ40              | 17 de setembre de 2004 | Socorro              | LINEAR           |
| 191749 - | 2004 SO42              | 18 de setembre de 2004 | Socorro              | LINEAR           |
| 191750 - | 2004 ST48              | 21 de setembre de 2004 | Socorro              | LINEAR           |
| 191751 - | 2004 SC50              | 22 de setembre de 2004 | Socorro              | LINEAR           |
| 191752 - | 2004 SE50              | 22 de setembre de 2004 | Socorro              | LINEAR           |
| 191753 - | 2004 SD51              | 22 de setembre de 2004 | Kitt Peak            | Spacewatch       |
| 191754 - | 2004 SC52              | 17 de setembre de 2004 | Socorro              | LINEAR           |
| 191755 - | 2004 SQ54              | 22 de setembre de 2004 | Socorro              | LINEAR           |
| 191756 - | 2004 SU54              | 22 de setembre de 2004 | Socorro              | LINEAR           |
| 191757 - | 2004 SP60              | 16 de setembre de 2004 | Kitt Peak            | Spacewatch       |
| 191758 - | 2004 TV1               | 3 d'octubre de 2004    | Palomar              | NEAT             |
| 191759 - | 2004 TA12              | 6 d'octubre de 2004    | Goodricke-Pigott     | R. A. Tucker     |
| 191760 - | 2004 TH12              | 7 d'octubre de 2004    | Goodricke-Pigott     | R. A. Tucker     |
| 191761 - | 2004 TK23              | 4 d'octubre de 2004    | Kitt Peak            | Spacewatch       |
| 191762 - | 2004 TU34              | 4 d'octubre de 2004    | Anderson Mesa        | LONEOS           |
| 191763 - | 2004 TB42              | 4 d'octubre de 2004    | Kitt Peak            | Spacewatch       |
| 191764 - | 2004 TH45              | 4 d'octubre de 2004    | Kitt Peak            | Spacewatch       |
| 191765 - | 2004 TF48              | 4 d'octubre de 2004    | Kitt Peak            | Spacewatch       |
| 191766 - | 2004 TF50              | 4 d'octubre de 2004    | Kitt Peak            | Spacewatch       |
| 191767 - | 2004 TH51              | 4 d'octubre de 2004    | Kitt Peak            | Spacewatch       |
| 191768 - | 2004 TJ51              | 4 d'octubre de 2004    | Kitt Peak            | Spacewatch       |
| 191769 - | 2004 TB53              | 4 d'octubre de 2004    | Kitt Peak            | Spacewatch       |
| 191770 - | 2004 TA55              | 4 d'octubre de 2004    | Kitt Peak            | Spacewatch       |
| 191771 - | 2004 TH68              | 5 d'octubre de 2004    | Anderson Mesa        | LONEOS           |
| 191772 - | 2004 TE71              | 6 d'octubre de 2004    | Kitt Peak            | Spacewatch       |
| 191773 - | 2004 TM73              | 6 d'octubre de 2004    | Kitt Peak            | Spacewatch       |
| 191774 - | 2004 TA76              | 6 d'octubre de 2004    | Palomar              | NEAT             |
| 191775 - | 2004 TQ77              | 12 d'octubre de 2004   | Moletai              | MAO              |
| 191776 - | 2004 TC79              | 4 d'octubre de 2004    | Anderson Mesa        | LONEOS           |
| 191777 - | 2004 TN85              | 5 d'octubre de 2004    | Kitt Peak            | Spacewatch       |
| 191778 - | 2004 TA86              | 5 d'octubre de 2004    | Kitt Peak            | Spacewatch       |
| 191779 - | 2004 TT91              | 5 d'octubre de 2004    | Kitt Peak            | Spacewatch       |
| 191780 - | 2004 TA99              | 5 d'octubre de 2004    | Kitt Peak            | Spacewatch       |
| 191781 - | 2004 TS99              | 5 d'octubre de 2004    | Kitt Peak            | Spacewatch       |
| 191782 - | 2004 TW113             | 7 d'octubre de 2004    | Palomar              | NEAT             |
| 191783 - | 2004 TX115             | 15 d'octubre de 2004   | Goodricke-Pigott     | Goodricke-Pigott |
| 191784 - | 2004 TP122             | 7 d'octubre de 2004    | Anderson Mesa        | LONEOS           |
| 191785 - | 2004 TP124             | 7 d'octubre de 2004    | Socorro              | LINEAR           |
| 191786 - | 2004 TZ125             | 7 d'octubre de 2004    | Socorro              | LINEAR           |
| 191787 - | 2004 TZ126             | 7 d'octubre de 2004    | Socorro              | LINEAR           |
| 191788 - | 2004 TQ131             | 7 d'octubre de 2004    | Anderson Mesa        | LONEOS           |
| 191789 - | 2004 TG132             | 7 d'octubre de 2004    | Anderson Mesa        | LONEOS           |
| 191790 - | 2004 TC134             | 7 d'octubre de 2004    | Palomar              | NEAT             |
| 191791 - | 2004 TM134             | 7 d'octubre de 2004    | Palomar              | NEAT             |
| 191792 - | 2004 TV136             | 8 d'octubre de 2004    | Anderson Mesa        | LONEOS           |
| 191793 - | 2004 TK154             | 6 d'octubre de 2004    | Kitt Peak            | Spacewatch       |
| 191794 - | 2004 TO161             | 6 d'octubre de 2004    | Kitt Peak            | Spacewatch       |
| 191795 - | 2004 TK170             | 7 d'octubre de 2004    | Socorro              | LINEAR           |
| 191796 - | 2004 TQ178             | 7 d'octubre de 2004    | Kitt Peak            | Spacewatch       |
| 191797 - | 2004 TQ203             | 7 d'octubre de 2004    | Kitt Peak            | Spacewatch       |
| 191798 - | 2004 TA205             | 7 d'octubre de 2004    | Kitt Peak            | Spacewatch       |
| 191799 - | 2004 TL205             | 7 d'octubre de 2004    | Kitt Peak            | Spacewatch       |
| 191800 - | 2004 TW211             | 8 d'octubre de 2004    | Kitt Peak            | Spacewatch       |